# Cannone sparapolli

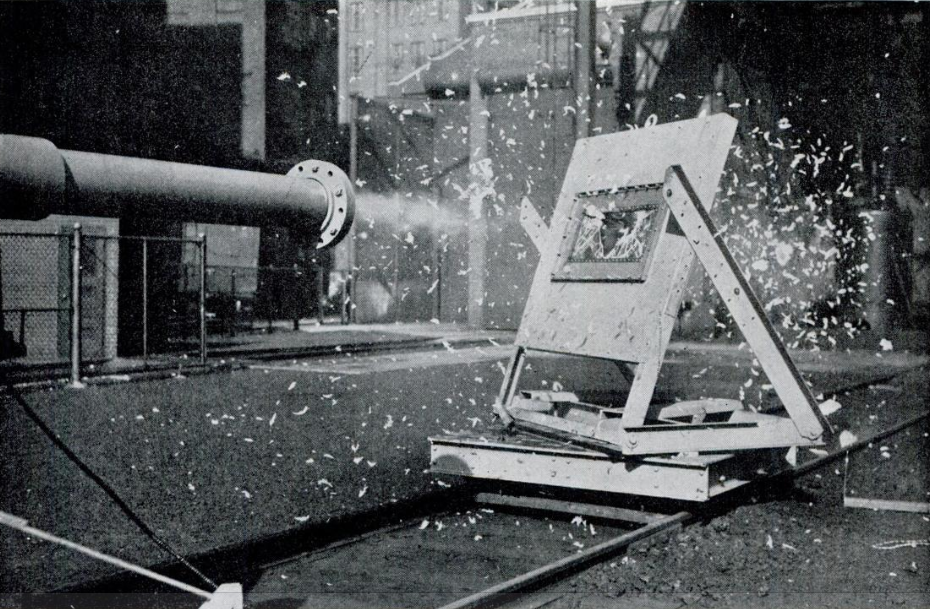
Il primo cannone sparapolli, costruito nel 1942 dalla US Civil Aeronautics Administration e dalla Westinghouse Electric, mentre spara contro un pannello di vetro

Un cannone sparapolli (in inglese: chicken gun) è un cannone ad aria compressa di grande diametro utilizzato per sparare carcasse di uccelli contro componenti di aeromobili, simulando un bird strike, cioè un impatto ad alta velocità contro degli uccelli durante il volo dell'aereo.
I motori a reazione e i parabrezza degli aerei sono i componenti testati più comunemente con questo strumento, in quanto particolarmente vulnerabili a tali impatti. Sebbene nei test e nelle certificazioni degli aeromobili vengano impiegate diverse specie di uccelli, il dispositivo ha acquisito il nome comune di cannone sparapolli, in quanto il pollo è la specie utilizzata più spesso, data la sua facile reperibilità.

## Contesto
Gli impatti con gli uccelli rappresentano un rischio significativo per la sicurezza aerea, in particolare nelle fasi di decollo e atterraggio, quando il carico di lavoro dell'equipaggio è massimo e c'è poco tempo per il recupero prima di un potenziale impatto con il suolo. Le velocità in una collisione tra un aereo a reazione e un uccello possono essere considerevoli, spesso intorno ai 350 km/h, con conseguente grande trasferimento di energia cinetica. Un uccello che collide con il parabrezza di un aereo potrebbe perforarlo o romperlo, ferendo l'equipaggio di volo o compromettendo la loro capacità visiva. Ad altitudini elevate un evento del genere potrebbe causare una decompressione incontrollata. Un uccello risucchiato da un motore a reazione può rompere le pale del compressore del motore, causando potenzialmente danni catastrofici.
Per prevenire gli impatti con gli uccelli vengono utilizzate molteplici misure, come l'uso di sistemi deterrenti negli aeroporti per impedire agli uccelli di radunarsi, il controllo della popolazione mediante l'uso di rapaci o armi da fuoco e, di recente, sistemi radar aviari che tracciano gli stormi di uccelli e avvisano piloti e controllori del traffico aereo.
Nonostante ciò, il rischio di impatto con gli uccelli è impossibile da eliminare e pertanto la maggior parte delle autorità di certificazione governative, come la Federal Aviation Administration statunitense (FAA) e l'Agenzia dell'Unione europea per la sicurezza aerea, richiedono che i motori e le fusoliere degli aeromobili siano in una certa misura resistenti agli impatti con gli uccelli come parte del processo di certificazione dell'aeronavigabilità. In generale, un motore non dovrebbe subire un guasto incontrollato (un evento in cui le parti rotanti vengono espulse dalla carcassa del motore) dopo l'impatto con un uccello di dimensioni adeguate, e l'impatto di un uccello sulla cellula di un velivolo non dovrebbe impedire il proseguimento del volo sicuro e un atterraggio normale.

## Storia
Il primo cannone sparapolli di cui si abbia notizia fu costruito nel 1942 dalla Civil Aeronautics Administration degli Stati Uniti (CAA) in collaborazione con la Westinghouse Electric. Costruito a Pittsburgh, era in grado di sparare carcasse di uccelli fino a 640 km/h, sebbene la maggior parte dei test siano stati condotti con velocità iniziali di circa 430 km/h. Il cannone utilizzava aria compressa come propellente: un compressore immagazzinava l'aria in una bombola fino al raggiungimento della pressione desiderata. Per sparare, un operatore azionava l'apertura di una valvola elettrica di sgancio rapido, scaricando l'aria compressa nella canna. Venivano ottenute diverse velocità iniziali variando la pressione immagazzinata nella bombola.
I test condotti con questa pistola furono i primi nel loro genere e dimostrarono che il vetro utilizzato nei parabrezza dei comuni aerei passeggeri come il Douglas DC-3 era estremamente vulnerabile agli impatti con gli uccelli; i pannelli vennero completamente penetrati da un uccello-proiettile di 1,8 kg che viaggiava a soli 121 km/h. Test successivi dimostrarono che i pannelli laminati realizzati in vetro intercalato con polivinilcloruro erano molto più resistenti.
Il cannone venne utilizzato presso l'High Power Laboratory fino al novembre 1943. All'inizio del 1945, venne trasferito in un centro di ricerca e sviluppo della CAA a Indianapolis, dove venne utilizzato per testare componenti per vari produttori di aerei commerciali, prima di essere ritirato nel 1947. Un cannone simile fu sviluppato indipendentemente dalla de Havilland Aircraft Company nel Regno Unito a metà degli anni '50. Il Royal Aircraft Establishment del Regno Unito costruì un cannone sparapolli nel 1961 e nel 1967 la divisione di ingegneria meccanica del National Research Council canadese utilizzò il progetto del RAE come base per il suo Flight Impact Simulator Facility, un cannone pneumatico situato accanto all'aeroporto di Ottawa. Questo cannone rimase in uso frequente fino al 2016, quando fu donato al Canada Aviation and Space Museum e sostituito da un paio di cannoni più moderni. Le sostituzioni possono ospitare uccelli di diverse dimensioni più facilmente attraverso l'uso di una canna modulare. Negli anni '70, la Goodyear Aerospace sviluppò un cannone sparapolli che immagazzinava aria compressa dietro un diaframma in ceramica e utilizzava un sabot di cartone per centrare e stabilizzare il pollo. Quando si sparava, un ago colpiva il diaframma, rompendo la guarnizione e consentendo all'aria di spingere il proiettile lungo la canna. Un anello di metallo sulla volata fermava il sabot, ma permetteva al pollo di uscire dalla canna.
Nel 1972, la United States Air Force costruì l'AEDC Ballistic Range S-3 presso l'Arnold Engineering Development Complex per testare le calotte e i parabrezza degli aerei militari. Come i precedenti cannoni sparapolli, l'S-3 utilizzava aria compressa per sparare i suoi proiettili. Il cannone venne poi utilizzato nello sviluppo e nella certificazione di numerosi aerei militari statunitensi, tra cui l'F-4, l'F-111 e l'A-10. Nel 2007 il cannone era ancora in funzione.

## Uso nella certificazione degli aeromobili

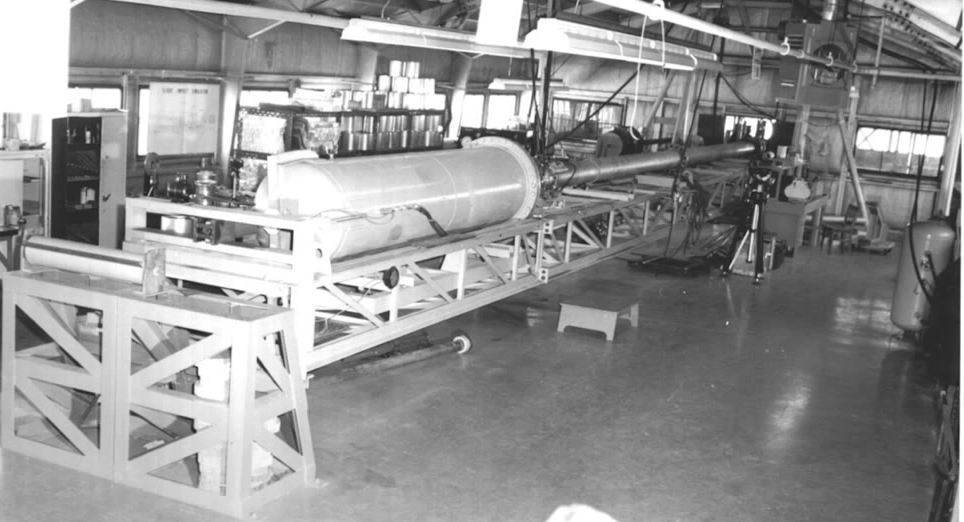
Un cannone sparapolli ad anima liscia utilizzato dalle aziende aerospaziali canadesi per testare i componenti presso il Flight Impact Simulator Facility di Ottawa

I cannoni sparapolli vengono utilizzati abitualmente nel processo di dimostrazione della conformità alle normative di certificazione. Data la loro complessità e la competenza richiesta per utilizzarli, un produttore di aeromobili in genere stipula un contratto con una struttura che utilizza un cannone per eseguire un test rispetto a un dato standard. Il componente da testare viene montato saldamente su un telaio, il cannone spara un uccello contro di esso e i risultati vengono esaminati per stabilire la conformità con gli standard. La maggior parte dei test viene eseguita con cannone pressurizzato a circa 2,4 bar che permette di sparare un uccello di 1,8 kg a circa 560 km/h, approssimativamente la velocità risultante in una collisione tra un uccello e un aereo.
La FAA non specifica le specie di uccelli da utilizzare per i test, ma afferma che gli uccelli non devono essere congelati, poiché ciò non rifletterebbe accuratamente la realtà di un impatto. I polli vengono utilizzati perché sono economici e facilmente reperibili.
Sono stati fatti tentativi di sviluppare surrogati artificiali di uccelli da utilizzare nei test di impatto, per sostituire l'uso delle carcasse. Le motivazioni per questo vanno dalla necessità di garantire che i risultati siano facilmente riproducibili in tutto il settore, al costo e alla sensibilità verso le opinioni degli attivisti per i diritti degli animali. Tuttavia, alcuni ingegneri hanno espresso preoccupazione per il fatto che i test condotti con uccelli artificiali non rappresentino accuratamente le forze coinvolte negli impatti con uccelli reali, poiché i modelli non hanno ossa. Alcuni vanno oltre e affermano che anche gli uccelli allevati in fattoria comunemente utilizzati nei test non sono rappresentativi a causa della minore densità del loro tessuto muscolare.

### Usi notevoli
Negli anni '70 durante lo sviluppo del Boeing 757, fu eseguito un test di impatto nel quale un uccello di 1,8 kg fu sparato a 670 km/h contro una cabina di pilotaggio stazionaria. Con sorpresa degli ingegneri della Boeing, il pollo penetrò il rivestimento dell'aereo. Di conseguenza, la cabina di pilotaggio del 757 e quella del 767, che condividevano lo stesso design, dovettero essere rinforzate. Diversi 767 erano già in servizio e dovettero essere richiamati per eseguire il retrofit dei rinforzi. Più avanti nel processo di sviluppo del 757 venne condotto un test di impatto con uccelli sui finestrini dell'aereo, ancora una volta sparando contro di essi un pollo. All'epoca, i requisiti di certificazione della Civil Aviation Authority del Regno Unito erano più severi di quelli della FAA e richiedevano che il metallo attorno ai finestrini dovesse resistere anche all'impatto con un uccello. Il 757 non superò questo test, rendendo necessaria un'ulteriore riprogettazione.
Dopo il disastro dello Space Shuttle Columbia nel 2003, il cannone sparapolli dell'AEDC Ballistic Range S-3 fu riutilizzato per testare la resistenza di vari componenti dell'orbiter dello Shuttle e dei serbatoi di carburante di lancio agli impatti della schiuma isolante. L'intento era quello di scoprire la causa esatta del disastro e stabilire se fossero necessarie modifiche allo Shuttle.